# Ráckeresztúr
Ráckeresztúr là một thị trấn thuộc hạt Fejér, Hungary. Thị trấn này có diện tích 35,3 km², dân số năm 2010 là 3311 người, mật độ 94 người/km².